# Trung tâm Điện toán Liên Hợp Quốc
Trung tâm Điện toán Liên Hợp Quốc, viết tắt ICC (International Computing Centre) là cơ sở liên tổ chức của Liên Hợp Quốc, đảm trách cung cấp dịch vụ xử lý dữ liệu điện toán cho Liên Hợp Quốc và những người dùng khác.
ICC được thành lập năm 1971 theo một Biên bản thỏa thuận giữa Liên Hợp Quốc (LHQ), Chương trình Phát triển LHQ (UNDP) và Tổ chức Y tế Thế giới (WHO), theo nghị quyết 2741 (XXV) của Đại hội đồng Liên Hợp Quốc.
Trụ sở chính của ICC là tại Geneva, Thụy Sĩ, và có những văn phòng khác tại thành phố New York, Mỹ, Brindisi, Ý và Valencia, Tây Ban Nha.

## Hoạt động
Ban đầu, ICC chức năng như một văn phòng dịch vụ, cung cấp dịch vụ điện toán lớn cho một số giới hạn của người dùng. Qua nhiều năm, ICC đã mở rộng phạm vi dịch vụ bao gồm cả máy chủ internet, lưu trữ, quản lý và các dịch vụ khác.
Hiên nay ICC hiện có hơn 200 nhân viên và đã mở rộng để bao gồm 25 tổ chức tham gia.
Các phần mềm khác nhau của ICC được sử dụng trên quốc tế, ở các quốc gia, các tổ chức phi chính phủ (NGO) và các tổ chức của Liên Hợp Quốc.